# Peter-John Vettese
Peter-John Vettese (* 15. August 1956 in Schottland; gelegentlich auch Peter Vettese) ist ein britischer Musiker, Komponist und Musikproduzent. Er war von 1982 bis 1985 sowie 1986 und 1989 Keyboarder der Progressive-Rock-Band Jethro Tull.

## Leben
Peter-John Vettese spielte schon mit neun Jahren als Pianist in der Band seines Vaters, der aus Italien stammte. Als 17-Jähriger wurde er Mitglied einer Big Band, die er aber verlassen musste, weil er mit seiner eigenen Band geprobt hatte. Er gründete mit dem Gitarristen Jim Condie die Fusion-Band Solaris. Anschließend spielte er mit der Band R.A.F., abgekürzt für „Rich and Famous“. 1982 wurde er über eine Anzeige in der Zeitschrift Melody Maker Keyboarder der Progressive-Rock-Band Jethro Tull. Er spielte mit der Band das Album The Broadsword and the Beast ein, an dem er auch kompositorisches Material beisteuerte, und ging auf Tournee. Mit Vetteses Eintritt in die Band nahm der Anteil von Synthesizer-begleiteter Musik zu. 1983 nahm er mit Bandgründer Ian Anderson dessen erstes Soloalbum Walk into Light auf, 1984 folgte das Jethro-Tull-Album Under Wraps, das wegen der Dominanz der Synthesizer und Drumcomputer teilweise auf Kritik stieß. Auf der nachfolgenden Tournee entstand das Album Live at Hammersmith ’84, das 1990 veröffentlicht wurde. 1986 ging er erneut mit der Band auf Tournee. 1989 spielte er als Gastmusiker auf dem Jethro-Tull-Album Rock Island.
Bereits 1985 hatte er sich selbstständig gemacht und arbeitete fortan als Songwriter, Arrangeur und Musikproduzent für zahlreiche Musiker, unter anderem für Frankie Goes to Hollywood, die Pet Shop Boys, Foreigner, die Bee Gees, Carly Simon, Annie Lennox und Clannad, später auch für die Simple Minds, Melanie C, Dido und Gary Barlow. Er besitzt ein Studio in Battersea und komponiert dort auch Filmmusik.